# Dolmen de la Vinya del Rei
El Dolmen de la Vinya del Rei és un sepulcre del tipus corredor del IV-II Mil·lenni aC. Aquest megàlit és el més gran del terme de Vilajuïga (Alt Empordà), inclòs a l'Inventari del Patrimoni Arqueològic i Paleontològic de Catalunya.
El seu emplaçament en un lloc gens dominant és excepcional.

## Descripció
Es tracta d'un sepulcre de corredor del Neolític mig-recent. La primera notícia que es té d'aquest megàlit podria ser la referència de Josep Antoni de Nouvilas, a final del segle XIX, quan esmenta l'existència d'un dolmen en el territori anomenat "Coma d'Infern". Manuel Cazurro (1912) esmenta que l'informaren de l'existència d'un dolmen en aquest mateix lloc, però no el visità. Des de llavors fou visitat per Lluís Pericot, Pere Bosch-Gimpera, Joan Maluquer de Motes i dos afeccionats de Vilajuïga, Mn. Rafael Barnés i Vicenç Feliu Egidio. Però fou Isidre Macau qui en publica un primer estudi, l'any 1934. Joan Garriga, mestre de Vilajuïga, va excavar la cambra a inici dels anys 40 del segle passat. August Panyella i Miquel Tarradell tornaren a excavar la cambra l'any 1942 i localitzaren restes d'ossos humans molt trinxats i de ceràmica a mà. També s'han documentat una destral de pedra polida, una punta de sageta de sílex amb peduncle, un fragment de sílex i diversos fragments de vasos campaniformes d'estil pirinenc.
El dolmen només conserva la cambra i té una doble cavitat de forma trapezoidal pel que fa a la planta i a la secció transversal. La cavitat interior forma una cambra de 2,20 m d'amplada per 2,80 m de llargada i la seva alçada posterior és de 1,65 m. L'antecambra és de 1,30 m d'amplada i de 0,80 m d'alçada.
Cinc grans lloses verticals componen la caixa i una sola llosa de 4,15 m de llargada per 2,95 m d'amplada la coberta. L'orientació de l'entrada és al sud-oest i el material emprat és el gneis.